# Akustična gitara
Akustična gitara je žičani muzički instrument na kome se zvuk proizvodi na žicama, te se prenosi na drvo koje ga rezonuje. U većini slučajeva se pravi od drveta, i ima 6 ili 12 žica.
Zvuk nastaje tako što se žice trzaju trzalicom, ili ređe, prstima. Taj zvuk ulazi u telo, kroz „zvučnu rupu” koja se nalazi ispod samih žica, te se u zvučnoj kutiji rezonancijom pojačava glasnoća. Žice nose nazive redom, od najtanje ili najdeblje: E, H, G, D, A, E, dok je kod modela sa 12 žica, svaka od šest žica duplirana.

## Delovi gitare
Akustična gitara je sastavljena od tela, odnosno rezonantne kutije, i vrata. Ostali delovi su: kobilica, konjić, pragovi, čivije, grifplatna tj. fingerboard, kao i "konjić" na kobilici. Kobilica se nalazi na rezonatorskoj kutiji iza otvora gitare a konjić na vratu ispod čivija. Hvataljka tj. fretboard je tanka, uzdužna ploča gde su utisnuti pragovi i pritiskom na žicu svira, a može biti od drugačijeg drveta u odnosu na sam vrat gitare.
Dakle, glavni izvor zvuka su žice, koje se trzaju ili "sviraju" prstima i/ili trzalicom. Žice vibriraju na određenoj frekvenci i time stvaraju bogatu nisku harmonika na različitim tonskim visinama, što daje gitari raskošan ton. S toga boja tona zavisi od dužina žica, mase (drveta) gitare, i tenzije ("kontrapritisak" koje žice vrše na ceo instrument). Žice uzrokuju da gornja ploča tj. soundboard i celokupno telo gitare, rezonuju, na nekim određenim frekvencama, i tako po samoj prirodi stvari pojačavaju te neke harmonike više ili mnogo više u odnosu na druge. Time dobijamo tembar, iliti karakterističan, ekskluzivan, neponovljiv zvuk svake akustične gitare.

## Izrada gitare
Prva moderna akustična gitara je nastala u drugoj polovini 20. veka. Sama izrada gitare je vrlo zahtevan proces, budući da je telo gitare odgovorno za boju zvuka koji će gitara proizvesti. Vrsta drva koja se koristi na pojedinim delovima gitare i način na koji su te ploče drva spojene zajedno čine bitan faktor na ukupan zvuk akustične gitare. Smatra se da je najvažniji kvalitet ploče, iznad koje se nalaze „zvučna rupa” i žice. Ta gornja drvena ploča je ujedno i najtanja, kako bi se omogućilo lakše „osećanje” vibracije žica.

#### Drvo
Budući da je jedan od najvažnijih delova gitare njegova zvučna kutija, važno je od kog je drveta napravljena. Zvučnu kutiju čini gornja ploča, stranice i zadnja ploča, a predstavlja vazdušnu pumpu koja uz vibracije svih njenih stranica stvara zvuk. Materijali koje se koriste u izradi akustične gitare odrediće njenu konačnu zvučnu sliku. Drvo koje se najčešće koristi za gornju ploču akustične gitare je smreka, koja spade u mekana drva i jako je rezonantna. Vekovima je standard u izradi akustičnih instrumenata. Koristi se na gudačima, klavirima i akustičnim gitarama, bilo da se radi o klasičnoj gitari ili gitari sa metalnim žicama. Kada je reč o stanicama i zadnjoj ploči gitare, različiti majstori koriste različita drva. Sve zavisi od konačne zvučne slike koju žele da dobiju. Prateći osnovne tonske karakteristike svakog drveta, otprilike se može stvoriti slika kako bi ta gitara mogla zvučati. Postoje još mnogo različitih aspekata koji čine gitaru krajnjim proizvodom, od vrste materijala koje je korišćen za fingerboard, veličina zvučne kutije, oblik zvučne kutije, vrsta i debljina žica, dužina vrata, postavka i oblik gredica koje su zalepljene na gornju i donju ploču, i slično.

#### Gornja ploča
Što se tiče tonskih osobina, smreka je najčešće korišćeno u tradiciji pravljenja akustičnih instrumenata. Karakteristika drveta ove vrste je svetlo-zlatna boja i izražena homogenost rasta godova što pozitivno utiče na tonske karakteristike drveta. Ton na instrumentima izgrađenim od nje karakteriše se kao ekstremno čist i zvonak. Ton koji kedar proizvodi topliji je od smrekinog. Od kedra nastaju jako dobre fingerstil gitare. Manje je čvrst od smreke i ta mekoća prenosi se u osećaj topline tona. Dok smreka ima veći dinamički opseg, kedar čini tiše tonove glasnijim.
Akustične gitare naginju ka srednjim frekvencijama zvučnog spektra, a mahagoni posebno ističe srednje frekvencije. Kao popularno drvo nekoliko decenija, mahagoni je korišćen na mnogo starih akustičnih snimaka i to se čuje na mnogim snimcima američke muzike, od bluza do američkog folka.

#### Donja ploča i stranice
Brazilsko ružino drvo traženo je zbog svoje tamno smeđe boje. Važi za vrhunsko drvo za gitare sa metalnim žicama, kao i klasične gitare. Proizvodi glasan, topao i bogat ton. Indijsko ružino drvo ima veliku gustinu godova, sa tamno ljubičastom, crvenom i smeđom bojom. Proizvodi dubok, topao ton, sa dosta reverba, što se posebno čuje na velikim akustičnim gitarama. Ovo drvo se najviše koristi za stranice i donju ploču u današnjoj industriji izgradnje akustičnih gitara.

## Akustična svojstva
Za kvalitet i jačinu tona, pored svih ostalih delova razume se, najviše je zadužena gornja ploča. Sva energija koja se dobije sviranjem/trzanjem žica se prenosi na gornju ploču, tako da bez nje, zvuk bi bio jednostavno rečeno "nepokretan". Ona može da rezonuje, mnogo bolje i lakše nego same žice jer je veća i ravna te stoga je glavni odgovorni za volumen(jačinu) tona.
Pored toga, akustična gitara ima šuplje telo, i vazduh unutar tela vibrira na određenoj frekvenci ~110Hz (prazna peta žica, tj. A basovo) i time dodatno pojačava niske frekvence da se dobije poželjno basičniji zvuk. Niske frekvence, koje zavise od veličine tela gitare, koja se ponaša kao Helmholcov rezonator, se mogu pojačavati ili smanjivati u volumenu opet u zavisnosti od toga da li se vazduh unutar rezonantne kutije poklapa sa fazom žica koje vibriraju. Ako je "u fazi" onda se zvuk približno pojačava za oko 3dB, a u suprotno kad je "van faze" onda se za 3dB smanjuje. Vazduh na otvoru gitare, kao Helmholcov rezonator, vibrira, ili u fazi ili van faze sa ostatak vazduha unutar tela i u fazi ili van faze, sa žicama, sveukupno. Ovakva vrsta interakcije ili pojačava ili utišava zvuk na različitim frekvencama. Konačno, unutrašnji vazduh gitare se spreže, spaja, vezuje, meša sa spoljašnjim vazduhom i takva vrsta interakcije je najbolja jer "vazduh izbacuje/gura vazduh"
Gitara ima nekoliko tih sprega/modova: žice - gornja ploča; gornja ploča - unutrašnji vazduh; i gornja ploča/unutrašnji vazduh - spoljašnji vazduh. Zadnja ploča takođe vibrira do određenog stepena vođena što vibracijom unutrašnjeg vazduha, što mehaničkim delovima ostatka gitare.

## Snimanje akustične gitare
Postavka mikrofona je osnova za bilo koji dobar snimak. Postavka je uglavnom određena muzičkim žanrom, ali većina audio inženjera postavljaju mikrofone da bi uhvatili dobar ukupan balans instrumenta.

### Bluemlein postavka
Bluemlein zahteva upotrebu dva bidirekciona mikrofona postavljena pod uglom od 90 stepeni. Bidirekcioni mikrofon kupi signal ispred i refleksije iza, tako da ambijent prostorije igra značajnu ulogu u zvuku.

### Kondenzatorski mikrofon sa velikom membranom
Za ovu postavku koristi se kondenzatorski mikrofon sa velikom membranom postavljen da gleda predeo između rezonatorske rupe i vrha vrata. Namesti se da bude kardiodan da bi što manje hvatao ambijent sobe. Mikrofon sa kardioidnim usmerenjem “hvata” signal koji dolazi ispred mikrofona. Ova postavka je mnogo uža u poređenju sa stereo postavkom i dobra je za snimanje istih akorda dva puta, da bi se u miksu panovali levo i desno.

### XY
Za ovu konfiguraciju postavljaju se dva mikrofona po 90 stepeni, jedan iznad drugog (uglavnom), sa kapsulama sto bliže moguće,a da se ne dodiruju. Za ovu postavku potrebno je postaviti mikrofone tako da ugao od 90 stepeni bude usmeren prema telu gitare. Potrebno je obratiti pažnju na probleme sa fazama.

### Razmaknut par
Za ovu postavku koriste se dva kondenzatorska mikrofona postavljena na pola metra jedan od drugog. Jedan mikrofon je uperen prema 8. Pragu na akustičnoj gitari, a drugi je uperen direktno na 12 prag. Ovakva postavka kupi visoke frekvencije sa više detalja. Ova postavka je posebno dobra ako muzičar koristi tehnike hamer-on i pul-of. Mikrofon koji je usmeren više ka vratu je tu da pokupi sitne detalje koji se inače ne bi čuli da se snima telo gitare. Značajan deo postavke je koliko su mikrofoni postavljeni od izvora. Postavljanje mikrofona dalje od izvora bi dovelo do tankog zvuka, a postavka koja je previše blizu bi ugušila zvuk. Potrebno je dosta eksperimentisanja sa ovom tehnikom.

## Literatura
- Carter, Walter (1996).  Eiche, Jon, ур. The history of the Ovation guitar. Musical Instruments Series (first изд.). Milwaukee, Wisconsin: Hal Leonard Corporation. стр. 1—128. HL00330187;.  978-0-7935-5876-6;.  978-0-7935-5876-6 (softcover);.  978-0-7935-5948-0 (hardcover).
- Denyer, Ralph (1992). The guitar handbook. Special contributors Isaac Guillory and Alastair M. Crawford; Foreword by Robert Fripp (Fully revised and updated изд.). London and Sydney: Pan Books. ISBN 978-0-330-32750-3.